# Prva Makedonska Liga 2007/08
Die Prva Makedonska Liga 2007/08 war die 16. Spielzeit der höchsten Fußballliga Nordmazedoniens. Die Spielzeit begann am 5. August 2007 und endete am 31. Mai 2008. Titelverteidiger war FK Pobeda Prilep. Meister wurde zum dritten Mal Rabotnički Kometal Skopje.

## Modus
Die zwölf Mannschaften traten in je drei Runden gegeneinander an, sodass 33 Spieltage zu absolvieren waren. Die Teams, die nach 22 Spielen die ersten sechs Plätze belegten hatten insgesamt 17 Heimspiele, die anderen 16. Die beiden Letzten stiegen direkt ab.
Die beiden Klubs auf den Relegationsplätzen gewannen ihre Spiele gegen den Dritten bzw. Vierten der zweiten Liga und verblieben somit in der höchsten Spielklasse.

## Vereine
| Verein                    | Stadt    | Stadion               | Kapazität |
| ------------------------- | -------- | --------------------- | --------- |
| Bashkimi Kumanovo         | Kumanovo | Stadtstadion Kumanovo | 02.000    |
| FK Cementarnica 55 Skopje | Skopje   | Stadion Cementarnica  | 02.000    |
| FK Milano Kumanovo        | Kumanovo | Milano Arena          | 05.000    |
| FK Napredok Kičevo        | Kičevo   | Stadtstadion Kičevo   | 05.000    |
| FK Pelister Bitola        | Bitola   | Tumbe-Kafe-Stadion    | 06.100    |
| FK Pobeda Prilep          | Prilep   | Stadion Goce Delčev   | 15.000    |
| FK Renova Džepčište       | Tetovo   | Stadtstadion Tetovo   | 15.000    |
| KF Shkëndija              | Tetovo   | Stadtstadion Tetovo   | 15.000    |
| Makedonija Skopje         | Skopje   | Železarnica-Stadion   | 04.000    |
| Rabotnički Kometal Skopje | Skopje   | Philip-II-Arena       | 36.400    |
| Sileks Kratovo            | Kratovo  | Stadtstadion Kratovo  | 01.800    |
| Vardar Skopje             | Skopje   | Philip-II-Arena       | 36.400    |

## Abschlusstabelle
| Pl. | Verein                        | Sp. | S  | U  | N  | Tore    | Diff. | Punkte |
| --- | ----------------------------- | --- | -- | -- | -- | ------- | ----- | ------ |
| 1.  | Rabotnički Kometal Skopje     | 33  | 24 | 7  | 2  | 051:110 | +40   | 79     |
| 2.  | FK Milano Kumanovo (N)        | 33  | 21 | 3  | 9  | 074:360 | +38   | 66     |
| 3.  | FK Pelister Bitola            | 33  | 17 | 7  | 9  | 042:270 | +15   | 58     |
| 4.  | Vardar Skopje (P)             | 33  | 12 | 11 | 10 | 045:400 | +5    | 47     |
| 5.  | FK Renova Džepčište           | 33  | 13 | 8  | 12 | 034:340 | ±0    | 47     |
| 6.  | FK Pobeda Prilep (M)          | 33  | 12 | 9  | 12 | 048:480 | ±0    | 45     |
| 7.  | Makedonija Skopje             | 33  | 13 | 5  | 15 | 034:420 | −8    | 44     |
| 8.  | FK Napredok Kičevo            | 33  | 11 | 9  | 13 | 038:490 | −11   | 42     |
| 9.  | Sileks Kratovo                | 33  | 10 | 11 | 12 | 033:360 | −3    | 41     |
| 10. | Bashkimi Kumanovo             | 33  | 8  | 6  | 19 | 040:630 | −23   | 30     |
| 11. | KF Shkëndija                  | 33  | 7  | 5  | 21 | 026:580 | −32   | 26     |
| 12. | FK Cementarnica 55 Skopje (N) | 33  | 5  | 9  | 19 | 024:460 | −22   | 24     |

| (M) | amtierender mazedonischer Meister     |
| (P) | amtierender mazedonischer Pokalsieger |
| (N) | Neuaufsteiger                         |

## Kreuztabelle
| Runden 1–22 | Runden 1–22 | Runden 1–22 | Runden 1–22 | Runden 1–22 | Runden 1–22 | Runden 1–22 | Runden 1–22 | Runden 1–22 | Runden 1–22 | Runden 1–22 | Runden 1–22 | 2007/08                   | Runden 23–33 | Runden 23–33 | Runden 23–33 | Runden 23–33 | Runden 23–33 | Runden 23–33 | Runden 23–33 | Runden 23–33 | Runden 23–33 | Runden 23–33 | Runden 23–33 | Runden 23–33 |
| ----------- | ----------- | ----------- | ----------- | ----------- | ----------- | ----------- | ----------- | ----------- | ----------- | ----------- | ----------- | ------------------------- | ------------ | ------------ | ------------ | ------------ | ------------ | ------------ | ------------ | ------------ | ------------ | ------------ | ------------ | ------------ |
| RAB         | MIL         | PEL         | VAR         | REN         | POB         | MAK         | NAP         | SIL         | BAS         | SHK         | CEM         | Verein                    | RAB          | MIL          | PEL          | VAR          | REN          | POB          | MAK          | NAP          | SIL          | BAS          | SHK          | CEM          |
|             | 1:0         | 1:0         | 1:0         | 3:0         | 4:2         | 3:0         | 3:0         | 4:1         | 1:0         | 2:0         | 0:0         | Rabotnički Kometal Skopje |              | 3:1          | 0:0          | –            | 2:0          | –            | 1:0          | –            | 1:0          | –            | –            | 2:0          |
| 1:2         |             | 3:0         | 1:0         | 3:0         | 4:0         | 5:0         | 3:1         | 4:0         | 4:2         | 1:0         | 5:1         | FK Milano Kumanovo        | –            |              | –            | 9:1          | –            | 2:1          | 2:0          | 3:0          | –            | 2:1          | 4:0          | –            |
| 0:0         | 3:0         |             | 2:1         | 1:1         | 1:1         | 1:0         | 1:1         | 1:0         | 1:0         | 3:0         | 2:1         | FK Pelister Bitola        | –            | 3:2          |              | –            | –            | 4:0          | 2:0          | 1:0          | –            | 1:3          | 1:0          | –            |
| 0:0         | 0:0         | 1:0         |             | 1:0         | 0:0         | 4:1         | 5:1         | 1:0         | 6:1         | 4:1         | 1:0         | Vardar Skopje             | 1:2          | –            | 1:3          |              | 3:1          | –            | 0:1          | –            | 2:1          | –            | –            | 1:1          |
| 0:1         | 1:2         | 1:0         | 1:1         |             | 2:0         | 2:1         | 2:1         | 1:1         | 1:1         | 1:0         | 2:0         | FK Renova Džepčište       | –            | 1:2          | 2:1          | –            |              | –            | 2:0          | 0:0          | –            | 0:0          | 2:0          | –            |
| 0:0         | 4:1         | 2:1         | 0:0         | 0:0         |             | 4:1         | 4:1         | 1:0         | 2:1         | 1:1         | 4:3         | FK Pobeda Prilep          | 2:0          | –            | –            | 0:2          | 0:1          |              | 2:0          | –            | 1:1          | –            | –            | 1:1          |
| 0:0         | 3:0         | 0:2         | 1:1         | 0:0         | 2:1         |             | 1:0         | 1:1         | 3:0         | 4:1         | 1:0         | Makedonija Skopje         | –            | –            | –            | –            | –            | –            |              | 1:0          | 0:0          | 3:0          | 1:0          | 2:0          |
| 0:2         | 2:1         | 1:1         | 0:0         | 3:1         | 1:0         | 1:0         |             | 2:1         | 2:0         | 2:0         | 2:1         | FK Napredok Kičevo        | 0:0          | –            | –            | 5:3          | –            | 4:3          | –            |              | –            | 1:0          | 4:3          | –            |
| 1:2         | 0:0         | 2:3         | 1:1         | 0:0         | 1:0         | 1:0         | 1:1         |             | 4:3         | 1:1         | 2:0         | FK Sileks Kratovo         | –            | 0:1          | 1:1          | –            | 3:0          | –            | –            | 2:1          |              | –            | –            | 2:0          |
| 0:4         | 2:2         | 0:0         | 1:1         | 1:3         | 3:4         | 5:4         | 4:1         | 0:2         |             | 1:0         | 0:2         | Bashkimi Kumanovo         | 1:0          | –            | –            | 2:0          | –            | 2:0          | –            | –            | 2:0          |              | –            | 1:1          |
| 1:2         | 1:3         | 1:0         | 0:1         | 0:2         | 03:0 *      | 0:0         | 2:1         | 0:1         | 1:0         |             | 1:0         | KF Shkëndija              | 00:3 *       | –            | –            | 1:0          | –            | 1:5          | –            | –            | 1:2          | 4:3          |              | –            |
| 0:1         | 1:2         | 0:1         | 2:2         | 1:0         | 0:2         | 0:1         | 0:0         | 1:1         | 3:0         | 1:1         |             | FK Cementarnica 55 Skopje | –            | 2:1          | 0:1          | –            | 0:3          | –            | –            | 1:0          | –            | –            | 1:1          |              |

## Relegation
| Datum        | 1. Liga           | Ergebnis | 2. Liga              | Ort                         |
| ------------ | ----------------- | -------- | -------------------- | --------------------------- |
| 8. Juni 2008 | Sileks Kratovo    | 2:0      | FK Belasica Strumica | Philip-II-Arena (Skopje)    |
| 8. Juni 2008 | Bashkimi Kumanovo | 4:1      | FK Miravci           | Tumbe-Kafe-Stadion (Bitola) |

## Torschützenliste
| Pl. | Name              | Mannschaft                               | Tore |
| --- | ----------------- | ---------------------------------------- | ---- |
| 01. | Ivica Gligorovski | FK Milano Kumanovo                       | 15   |
| 02. | Saša Stojanović   | FK Milano Kumanovo                       | 14   |
| 03. | Besart Ibraimi    | FK Napredok Kičevo                       | 12   |
| 03. | Boško Stupić      | Sileks Kratovo                           | 12   |
| 05. | Argjend Beqiri    | FK Renova Džepčište (5) KF Shkëndija (6) | 11   |
| 06. | Jovan Kostovski   | Vardar Skopje                            | 10   |